# Eugen Fischer-Baling
Eugen Fischer-Baling (jusqu'au 15 août 1951 Eugen Fischer ; né le 9 mai 1881 à Balingen - décédé le 18 janvier 1964 à Berlin) Bibliothécaire, historien, politologue, théologien évangélique et écrivain allemand.
Après avoir été mobilisé lors de la Première Guerre mondiale, Fischer entre au ministère des affaires étrangères. Jusqu'à l'automne 1919, il est secrétaire de la commission parlementaire sur la Kriegsschuldfrage. 